# 院賓
院賓（1465年—？），字君聘，府軍前衛籍山西振武衛人，明朝政治人物。

## 生平
順天府學生，弘治五年（1492年）壬子科順天鄉試第九十三名舉人，六年（1493年）中式癸丑科會試第五十六名，三甲第三十七名進士。授大理寺評事，升署寺正右寺副，十三年九月升陕西按察司佥事，丁憂服闋，十六年十二月復除福建佥事，职务裁革，正德二年（1507年）八月改江西佥事，四年三月因江西宁都民萧陵謀殺一案被逮問，七月太监劉瑾奏其轻浮，被令冠带闲住。

## 家族
曾祖院諒；祖父院貴；父院達，母黎氏。具庆下。